# Hoplomyzon
Hoplomyzon is een geslacht van straalvinnige vissen uit de familie van de braadpan- of banjomeervallen (Aspredinidae).

## Soorten
- Hoplomyzon atrizona Myers, 1942
- Hoplomyzon papillatus Stewart, 1985
- Hoplomyzon sexpapilostoma Taphorn & Marrero, 1990